# Акимов, Александр Егорович
Александр Егорович Акимов (род. 1 января 1927, СССР) — советский инженер, военнослужащий и спортсмен (спортивная радиопеленгация, позывной UA3AG, мастер спорта СССР).

## Биография
Родился 1 января 1927 года.
До 1951 года служил в военной контрразведке СМЕРШ.
В 1960 году принимал участие в первых международных соревнованиях в «Охоте на лис» в Лейпциге, став победителем вместе с В. Фроловым из Ашхабада. В 1961 году на первом Чемпионате Европы на острове Лидинге (Швеция), стал чемпионом. А. Е. Акимов также сам конструировал приемники для этого спорта, которые были широко известны и популярны среди «охотников». Был семикратным чемпионом Москвы в этом виде спорта. После прекращения занятий спортом был тренером команды «Охотников на лис» Москвы. Избирался членом Центрального комитета ДОСААФ, где встречался с Юрием Алексеевичем Гагариным.
В 1968 году был принят в Хозяйственное управление Совета министров СССР на должность старшего телевизионного мастера. Мать в 1930-х годах тоже трудилась в Кремле старшей сестрой-хозяйкой.